# 1249 (szám)
Az 1249 (római számmal: MCCXLIX) az 1248 és 1250 között található természetes szám.

## A szám a matematikában
A tízes számrendszerbeli 1249-es a kettes számrendszerben 10011100001, a nyolcas számrendszerben 2341, a tizenhatos számrendszerben 4E1 alakban írható fel.
Az 1249 páratlan szám, prímszám. Kanonikus alakja 12491, normálalakban az 1,249 · 103 szorzattal írható fel. Két osztója van a természetes számok halmazán, ezek növekvő sorrendben: 1 és 1249.
Az 1249 negyvennyolc szám valódiosztó-összegeként áll elő, ezek közül legkisebb az 1875.

## Csillagászat
- 1249 Rutherfordia kisbolygó